# Bjursjön (Sunnemo socken, Värmland)
Bjursjön är en sjö i Filipstads kommun och Hagfors kommun i Värmland och ingår i Göta älvs huvudavrinningsområde. Sjön är 24 meter djup, har en yta på 0,473 kvadratkilometer och är belägen 268,1 meter över havet. Sjön avvattnas av vattendraget Havsjöälven. Vid provfiske har abborre och gädda fångats i sjön.

## Delavrinningsområde
Bjursjön ingår i det delavrinningsområde (663985-139086) som SMHI kallar för Förgrening. Medelhöjden är 298 meter över havet och ytan är 6,02 kvadratkilometer. Det finns inga avrinningsområden uppströms utan avrinningsområdet är högsta punkten. Havsjöälven som avvattnar avrinningsområdet har biflödesordning 4, vilket innebär att vattnet flödar genom totalt 4 vattendrag innan det når havet efter 395 kilometer. Avrinningsområdet består mestadels av skog (73 procent). Avrinningsområdet har 0,47 kvadratkilometer vattenytor vilket ger det en sjöprocent på 7,9 procent.